# 農場動物權利運動
農場動物權利運動（FARM）是一個致力於促進素食生活方式和動物權利的國際非營利組織，工作總部設於貝塞斯達，執行十個美國國內和國際計劃，包括自2000年開始召開的全國動物權利會議。
FARM主張要讓動物免除人類任何形式的剝削，包括作為食物和衣物、研究和試驗、娛樂和狩獵。FARM的使命是透過公眾教育和深入基層的方式，要解救被飼養、虐待及屠殺以作為食物的動物，因為98%的動物虐待和屠殺是因此而起。
FARM於1976年由艾力克斯·赫夏夫特成立，起初為提供素食優點資訊的素食資訊服務中心。在1981年時成為「農場動物改革運動」組織，其宗旨為素食主義及擁護動物不被食用的權利。2011年，FARM改名為「農場動物權利運動」，以強調停止食用動物，而不僅僅是改善動物待遇。
此外，FARM在1981年至1987年期間亦負責舉辦早期名為「保護生命行動」（Action For Life）的年度會議，以及兩個分別於1991年和1997年舉行的特別會議。至於1988年至1996年期間的年度動物權利會議，則由當時的全美動物權利聯盟（National Alliance for Animal Rights）舉辦。

## 早期
1975 年 8 月，Alex Hershaft 參加在緬因州奧羅諾舉行的世界素食大會，並認識了 Jay Dinshah，其後便開始投身素食運動。一年後，他創辦了素食資訊服務 (VIS) 來推廣吃素的好處。
此外，VIS 在華盛頓和賓夕法尼亞州也舉辦了幾次會議來探討推廣素食的策略。某些會議參與者受到彼得·辛格於 1975 年發表的 動物解放 論述影響，並指出這些會議的討論範圍應擴大到包括動物權利。
因此，Hershaft 於 1981 年夏季在賓夕法尼亞州艾倫鎮的錫達克雷斯特學院召開了「保護生命行動」(Action For Life) 全國會議，有效啟動美國的動物權利運動，包括善待動物組織 (PETA)、農場動物改革運動，以及後來解散了的 Trans-Species Unlimited 及 Mobilization For Animals。參與者包括不少動物權利先驅，如 Cleveland Amory、Ingrid Newkirk、Alex Pacheco、彼得·辛格、Henry Spira、Gretchen Wyler，以及電台主持人 Thom Hartmann。

## 動物權利年會
在 1988 至 1996 年期間，年度動物權利會議由 Peter Link 及全國動物權利聯盟 (National Alliance for Animal Rights) 舉辦。1990 年，他的華盛頓遊行活動吸引了 25,000 位參與者，但於 1996 年舉行的同類活動卻只有 3,000 人參加。令人失望的活動成效，加上資金管理不善的指控，使 Peter Link 離開動物權利運動，年會在 1997 年改由 FARM 在華盛頓舉辦，旨在解除人們對前一年活動的失望情緒，並公告動物權利運動依然會繼續進行。由於接下來兩年都沒有其他團體走出來，FARM 於 2000 年舉行了另一次「千禧年會議」。其後 2001 年和 2002 年的會議都在華盛頓舉行。
當時，美國西岸的動物權利活動者開始要求將會議遷移到洛杉磯舉行。由於不確定西岸社區是否支持會議，加上擔心失去華盛頓地區的支持者，FARM 在 2003 年夏天分別在華盛頓和洛杉磯各舉行了一次會議。經過在洛杉磯取得巨大成功後，2004 年以後的年度動物權利全國會議都在這兩個城市之間交替進行。
每次會議的主要使命是提供一個論壇式平台，讓人們在相互尊重的氣氛下討論這些路徑、使命、策略和戰術的相對優勢。其他主要使命包括：
- 將虐待動物作食用、研究、娛樂和其他用途的情況記錄在案
- 培訓出席者的個人成長和組織能力
- 提供機會擴大社交網絡和「充電」
- 有機會接觸潛在的新運動領袖

會議通常約有一千名出席者、來自 60 個機構的 90 位頒獎者、一百個環節，更會放映新的紀錄片，有90 個展覽和 15 個共同贊助商。活動計劃沿著幾個方向進行：處理問題、組織、宣傳、活動報告和討論。引起社會關注的主要亮點活動包括晚宴、頒獎晚會和閉幕晚會。其他在會議上頒發的獎項包括 Henry Spira 基層動物權利活動家獎、動物權利年輕活動家獎，以及素食名人獎。

## 世界農場養殖動物日
世界農場養殖動物日起於 1983 年，為了揭發對養殖動物的虐待，並紀念世界各地被屠宰來作食物十億隻牛、豬和其他無辜有感情的動物。選定的日期是 10 月 2 日，為全世界最重要非暴力倡導者甘地的生日。
此世界日每年都有對屠宰場的抗議和其他激烈活動，由美國或其他數十個國家的活躍者舉辦參與。
許多媒體報導已報導過世界農場養殖動物日，包括華盛頓郵報 、Delaware Online，和紐約日報。

## Great American Meatout
Great American Meatout 在 1985 年開始，為的是抗議美國參議院決議宣布「國家肉類週」。 這活動已經成為世界最大的年度草根飲食教育活動之一。3 月 20 日被視為春天的第一天，象徵著更新和改變生活的機會。
世界日每年都有美國或其他數十個國家的活躍者參與，發送試吃品、傳單、訊息表及其他教育活動。他們要求參觀者在 3 月 20 日（春季第一天）捨去他們吃肉的習慣。已經有 40 位州長和 47 位市長發布特別無肉宣言。 無肉運動受到許多媒體報導，包括時代雜誌、Huffington Post，和洛杉磯時報。

## 一百億條生命
FARM 的一百億條生命運動付給觀看四分鐘影片的人一塊美金，影片剛開始先指出觀眾對同伴動物獨特個性的尊重，及對農場養殖動物的忽略 接著用工廠化養殖和屠宰場 的畫面及結尾鼓勵觀眾將剛剛目睹慘狀的恐懼轉為每週吃素幾天的動力。 影片由特別設計的卡車和移動商店在搖滾演唱會及大學校園中播放。
每個觀眾收到一系列八項的每週素食主義介紹，而每週發行的 Meatout Mondays 報紙內含食譜、產品或書評、健康新聞，及人類利益的故事。 這反映了 FARM“持續素食宣導”的概念，指的是在初次接觸後必須每週追蹤，以避免退回起點。

## 影響
FARM 於 1981 年舉行的「保護生命行動」會議為後來形成的美國動物權利運動提供了跳板。其後舉辦的動物權利會議也為運動領袖和活動者提供進行全國聯誼的機會。
- 一對年輕夫婦受到 1985 年在洛杉磯舉行的「保護生命行動」會議所啟發，並於翌年建立農場動物庇護所（英语：Farm Sanctuary）。
- Peter Link，組織 1990 年動物權利遊行[31][32] 及幾次動物權利全國會議。曾整夜開車並睡在別人家裡地板，只是為了出席 1986 年在芝加哥舉行的會議。
- 13 歲的 Nathan Runkle（英语：Nathan Runkle） 受到 1997 年的動物權利會議啟發，後來成立憐憫動物（英语：Mercy For Animals）組織。
- 在同一次活動上，一對拿著攝像機的年輕夫婦遇上來自布魯克林的鈑金工人，並製作出 2000 年的獲獎電影作品《The Witness（英语：The Witness (2000 film)）》。
- 美國全國性雜誌《VegNews（英语：VegNews）》在 2000 年的會議上正式推出。
- 於 2003 年第一次出席動物權利會議後，Kristal Parks 深被打動，決定將餘生投入到保護大象工作，並在肯尼亞成立大象保護區，保護大象免受象牙偷獵者傷害。
- 在 2006 年的會議上，Odette Wilkens 深被打動，決定投身爭取廢除動物企業恐怖主義法（英语：Animal Enterprise Terrorism Act）。[33]
- FARM 的國會證詞，帶給有影響力的美國立法委員、行政人員和記者素食主義及動物權利的概念，在許多政黨政策聽證、國家公約、公職候選人的全國民調中都能見到這些概念。[34]

一些動物權利運動的領導人是從 FARM 的相關活動發跡的，包括 Gene Baur、Peter Link（舉辦 1990 年的動物權利遊行）、 Mike Markarian （美國保護動物協會執行副總裁）、Jack Norris（Vegan Outreach 創始者之一）、Alex Pacheco，以及 Paul Shapiro。

## 外部連結
- 動物權利全國會議 (Animal Rights National Conference) （页面存档备份，存于） 官方網站
- 農場動物權利運動 (Farm Animal Rights Movement) （页面存档备份，存于）
- 世界農場養殖動物日
- Great American Meatout （页面存档备份，存于）
- 一百億條生命
- Live Vegan （页面存档备份，存于）
- 週一無肉日 （页面存档备份，存于）